# Bochkor (rádióműsor)
A Bochkor (stilizálva a logóban: BCHKR) egy magyar nyelvű, reggeli rádióműsor, melynek műsorvezetői Bochkor Gábor és Lovász László. 
A műsort minden hétköznap reggel 6 és délelőtt 10 óra között sugározza az országos Retro Rádió.

## Előzmények és történet
2020 júliusában jelentették be, hogy a Retro Rádió leigazolja a magyar rádiózás egyik úttörőjét, Bochkor Gábort. A rádiós 1 év és 7 hónap kihagyás után jutott újra rádiós mikrofonhoz. Először találgatások voltak, hogy kivel is fogja majd együtt vezetni a műsort, míg végül a választás Lovász Lászlóra esett. Augusztus 14-én kiderült, hogy augusztus 31-én indul el a műsor, Bochkor néven. Az ATV-n Bochkor Gábornak egyébként hasonló néven, #Bochkor címmel van talkshowja.  Az egykori Music FM-es csapatból pedig Héjja Anett és Háder György is a csapat tagja lett. 2021 januárjától Magyarország leghallgatottabb reggeli műsora lett, abban a hónapban átlagosan 968 ezren hallgatták őket. A 2021. július 9-i adásban újra összeálltak a Bumeráng műsorvezetői, de csak egyetlen adás erejéig, amikor Lovász László a szabadságát töltötte.

## Játékok és rovatok
- Ma mi nyűgöz le, Laci?: Lovász László mindennap hoz a bulvársajtóból, internetről különböző témákat, híreket, melyeket közösen megbeszélnek, véleményeznek.
- Hungary Machine: egy dalszöveg-részletet kell felismerni, miután Google Fordítóval több nyelvre fordítottak, majd vissza magyarra. (A nyeremény egy Bochkor ajándékcsomag (Bochi zacsi), de mellette páros belépőjegy és más nyeremény)
- Hangcsapda: egy ismert embert kell a hangjáról felismerni, miután egy tőle elhangzott mondatot szétvágnak és megkevernek. (A nyeremény egy Bochkor ajándékcsomag, de mellette páros belépőjegy és más nyeremény). A Bumeráng Nicsak, ki beszél? rovatának reinkarnációja.
- Voga János rovata: Voga Processzorral, a Bumeráng egykori műsorvezetőjével beszélgetnek a stúdióban.
- Horti Gábor rovata: labdarúgással kapcsolatos hírek keddenként.
- Vályi István rovata: autózással kapcsolatos beszélgetések csütörtökönként.

## Ritkán hallható játékok
- Útrahang: Három benzinkúti hangeffektet kell felismerni 2 hallgatónak.
- Szerencse hogy így történt: Az elmúlt 30 év szerencsejátékának történetét kell elmesélni a műsorvezetőnek.